# Moony

Moony (numele adevărat Monica Bragato) este o cântăreață din Italia, cunoscută pentru melodiile sale de dans care provin de la albumul său de debut Lifestories.
Crescută în Veneția, Moony a fost observată pentru prima dată cântând pe scena unui club venețian, unde a fost rugată de către Cristiano Spiller să ofere calitățile sale vocale pentru un set de cântece.

## Discografie

### Albume
- Lifestories (2003)

### Single-uri
- "Dove (I'll Be Loving You)" (2002) #9 UK
- "Acrobats (Looking for Balance)" (2003) #62 UK
- "Flying Away" (2003)
- "This Is Your Life" (2003)
- "Butterfly" (2005)
- "For Your Love" (2006)
- "I Don't Know Why" (2008)

### Selectate
- Spiller - "Positive" (1998)
- Angel Moon - "He's All I Want" (1998)
- Spiller - "Batucada" (1999)
- DB Boulevard - "The Point Of View" (2002)
- DB Boulevard - "Believe" (voce de fundal) (2002)
- T&F vs Moltosugo - "Defact" (2005)
- Richy Luchini - "Little Bird" (2008)